# Вељка Чјерна
Вељка Чјерна (слч. Veľká Čierna) насељено је мјесто са административним статусом сеоске општине (слч. obec) у округу Жилина, у Жилинском крају, Словачка Република.

## Становништво
| Година:    | 1994. | 2004.   | 2014.   | 2024.   |
| ---------- | ----- | ------- | ------- | ------- |
| Број људи: | 360   | 357     | 348     | 370     |
| Разлика:   |       | -0,83 % | -2,52 % | +6,32 % |

| Година:    | 2023. | 2024.   |
| ---------- | ----- | ------- |
| Број људи: | 373   | 370     |
| Разлика:   |       | -0,80 % |

Према подацима о броју становника из 2024. године насеље је имало 370 становника.